# كاثرين دينت
كاثرين دينت (بالإنجليزية: Catherine Dent)‏ هي ممثلة أمريكية، ولدت في 14 أبريل 1965 في الولايات المتحدة.

## أعمال

### أفلام
- (2001) الملكي[4]
- (2003) 21 غرام[5]

### مسلسلات
- اخشوا الموتى السائرون
- الدرع
- الملفات الغامضة
- تاتش
- تشاك
- تشريح غراي
- دارما وغريغ
- دالاس
- عقول إجرامية
- كاسل

## وصلات خارجية
- كاثرين دينت على موقع IMDb (الإنجليزية)
- كاثرين دينت على موقع ألو سيني (الفرنسية)
- كاثرين دينت على موقع أول موفي (الإنجليزية)
- كاثرين دينت على موقع قاعدة بيانات الأفلام السويدية (السويدية)
- كاثرين دينت على موقع إن إن دي بي (الإنجليزية)
- كاثرين دينت على موقع قاعدة بيانات الفيلم (الإنجليزية)
- كاثرين دينت على موقع كينوبويسك (الروسية)